# August Verdyck
Auguste Verdijck (Schoten, Amberes, 8 de febrero de 1902 - Merksem, Anverso, 14 de febrero de 1988) fue un ciclista belga profesional entre 1914 y 1936. Era hermano del también ciclista Lucien Verdijck.
Sus éxitos deportivos más destacados serían la Vuelta en Euskadi de 1925 y una etapa al Tour de Francia del mismo año.

## Palmarés
- 1924
  - 1.º en la París-Nantes
- 1925
  - 1.º en la Vuelta en Euskadi y vencedor de una etapa
  - 1.º en la París-Nantes
  - Vencedor de una etapa del Critérium des Aiglons
- 1928
  - 1.º en Zwijndrecht
- 1929
  - 1.º en el Premio de Timbre Vert a Malines
- 1931
  - 1r a Wilrijk

## Resultados al Tour de Francia
- 1925. 8.º a la clasificación general.
- 1929. Abandona (9.ª etapa)